# SN 2004gb
SN 2004gb – supernowa typu Ia odkryta 15 października 2004 roku w galaktyce A045522-6730. W momencie odkrycia miała maksymalną jasność 20,50m.